# IC 1996
IC 1996 ist eine Spiralgalaxie vom Hubble-Typ Sc im Sternbild Netz  am Südsternhimmel. Sie ist schätzungsweise 772 Millionen Lichtjahre von der Milchstraße entfernt und hat einen Durchmesser von etwa 185.000 Lichtjahren.

Im selben Himmelsareal befindet sich u. a. die Galaxie IC 1999.
Das Objekt wurde am 8. Dezember 1899 von DeLisle Stewart entdeckt.